# Сражение при Фамаре (1793)
Сражение при Фамаре (фр. Bataille de Famars) — третье сражение возле Валансьена во время весенней кампании 1793 года войны первой коалиции эпохи французских революционных войн, произошедшее 23 мая 1793 года. Союзные австрийская, британская и ганноверская армия под командованием герцога Саксен-Кобург-Заальфельдского нанесли поражение французской Северной армии генерала Франсуа Жозефа Друо. В результате этого поражения французы были вынуждены покинуть лагерь Фамар, удерживаемый ими в течение двух месяцев, и отступить, а армия союзников приступила к осаде Валансьена.

## Перед сражением
Бесполезность попыток разблокировать Конде заставила французов продолжать обороняться в лагере Фамар. Герцог Кобургский решил отнять у них это позицию, чтобы организовать, как он и планировал, осаду Валансьена, но он отложил свое наступление до 23 мая, до получения подкрепления в 12 000 ганноверцев.
Лагерь Фамар, фронт которого был прикрыт ручьем Ронель и ретраншементами, был выгодно расположен между деревней Фамар и Валансьеном, потому что он занимал фланговую позицию и позволял французам контролировать главный путь на Париж.

## Ход сражения
Рано утром 23 мая войска коалиции четырьмя колоннами атаковали от Аснона, на западе, до Фамара, на востоке. В то же самое время другие французские посты по всей линии фронта были атакованы австрийцами от Орши до Мобёжа, и пруссаками и голландцами — от Ипра до Орши.
Фельдмаршал Коллоредо возглавил колонну, направлявшуюся против северо-восточной стороны Валансьена.
Австрийский фельдмаршал Феррарис командовал колонной из 12 батальонов, 12 эскадронов, в которую также входили две британские бригады Аберкромби, целью которой была атака из деревень Кюржи и Солтен на французские ретраншементы на восточном берегу ручья Ронель.
Ещё одна колонна из 16 батальонов и 18 эскадронов, включавшая также бригаду британской гвардии, возглавлялась герцогом Йоркским. Ему было приказано пересечь Ронель в районе Артреса, а затем начать атаку на правый фланг лагеря Фамар.
В это же самое время генерал-майор Отто с небольшой колонной действовал на Ле Кенуа.
Первые бои завязались в Асноне, в 13 км от Валансьена, где французы сопротивлялись до конца дня. Клерфайт, наступавший с севера на Влансьен, хотя и преуспел в своей атаке, но испытал жесткое сопротивление в Анзене.
На главном направлении удара северная колонна Феррариса прошла через Ронель у Ольнуа после того, как штурмом взяла длинный ретраншемент на восточном берегу гребня позиции Фамара, опрокинула французский корпус и двинулась налево от лагеря. Несколько эскадронов французской кавалерии попробовали атаковать на её фланг, но ганноверские гвардейцы контратаковали и после ожесточенного боя разбили их.
В 2 часа ночи колонна Йорка двинулась со своего места сбора в двух милях восточнее Артреса, но густой туман замедлил её продвижение, и к ручью Ронель подошла только в 7 часов утра. Когда туман рассеялся, британцы увидели на другом берегу ручья французскую пехоту и артиллерию, которые немедленно открыли огонь. Йорк приказал своей колонне повернуть влево, к Марешу, в двух милях к юго-востоку, оставив на позиции несколько австрийских орудий и войска, уже вступившие в бой, для отвлечения внимания французов. Преодолев без сопротивления ручей в Мареше, легкая кавалерия Йорка поднялась на невысокий гребень к югу от деревни, чтобы разведать французский фланг в направлении Керенена. Только в три часа дня основные силы британцев покинули Мареш, что дало французам время, чтобы развернуть свои войска и в пять часов вечера встретить огнем подошедшие части герцога Йоркского. Йорк был готов начать атаку на французской позиции с юга, но вмешался его осторожный начальник штаба Гогенлоэ и возразил. Поскольку люди были утомлены, герцог Йоркский был вынужден отложить атаку до следующего утра. Однако британская кавалерия смогла пройтись по южным французским редутам, её левый патруль почти достиг в тылу французских позиций аббатства Фонтанелль. Конница союзников с тыла ворвалась в открытые сзади редуты и поразила их защитников. Французская кавалерия попыталась отбить редуты, но была отброшена.
Другие многочисленные посты и редуты защищали Валансьен, в том числе посты Анзена, Ла Фонтенеля и Ольнуа, которые, как и в Асноне, сопротивлялись до конца дня, но в итоге тоже уступили.
Хотя французы удержали свои позиции на севере, Друо понимал, что ему угрожает опасность быть отрезанным. Оставив Феррана с 18 батальонами и различными артиллерийскими и кавалерийскими отрядами защищать Валансьен, ночью республиканцы отошли к Бушену, лагерю Цезаря и Пайленкуру.
На следующее утро герцог Йоркский атаковал оставленный лагерь Фамар, но французы к этому времени уже покинули его.

## Результаты
Союзники расположились между Бушеном и Дуэ и обосновались в Оши, между Ла Капеле и Орши, которые они прикрыли засеками. Эти позиции завершили перехват всех сообщений с Валансьеном.
Потери французов в тот день составили более 3000 человек убитыми, ранеными и пленными. Генерал Ле Конт был убит во время боя.
После этой победы войска союзников осадили Валансьен, который капитулировал 28 июля 1793 года.